# Coming Around Again (canción de Carly Simon)
«Coming Around Again» (1986) es una canción de Carly Simon publicada en el álbum homónimo que fue parte de la banda sonora de Heartburn (se acabó el pastel). La canción tiene también un crédito coescrito con los animadores legendarios y fallecidos William Hanna y Joseph Barbera, ya que se convirtió en una canción balada de Super Sónico y Ultra Sónico, la pareja de la legendaria serie de televisión de Hanna-Barbera, Los Supersónicos.

## Listas
La canción alcanzó el #18 en el Billboard Hot 100, llegando a ser duodécimo Top 40 hit en los EE. UU. También fue un éxito en el Brasil, ya que se incluyó en la banda sonora de la telenovela O Outro.
El sencillo fue lanzado en el Reino Unido en enero de 1987 y alcanzó un máximo de número diez en el UK Singles Chart a finales de febrero.

## Track listings y formatos
7" single
1. "Coming Around Again" – 3:31
2. "Itsy Bitsy Spider" – 3:34

12" single
1. "Coming Around Again" – 3:31
2. "Itsy Bitsy Spider" – 3:34
3. "If It Wasn't Love" – 4:18